# 皮拉島
皮拉島（英語：Pila Island）是南極洲的島嶼，位於麥克羅伯特森地，處於弗拉特群島以西2.8公里，根據挪威探險隊拍攝的空中照片繪入地圖，現時由南極條約體系管理。